# Gypsophila peshmenii
Gypsophila peshmenii är en nejlikväxtart som beskrevs av Güner. Gypsophila peshmenii ingår i släktet slöjor, och familjen nejlikväxter. Inga underarter finns listade i Catalogue of Life.